# Galveston (Texas)
Pour les articles homonymes, voir Galveston.
Galveston (en anglais [ˈgælvəstən]) est une ville des États-Unis située dans le comté de Galveston, dans le sud du Texas, sur une île dans le golfe du Mexique. Elle est célèbre pour avoir été victime de l’ouragan de Galveston en 1900 qui, avec environ 8 000 morts, reste la catastrophe naturelle la plus meurtrière des États-Unis.
Aujourd’hui, la ville compte 57 000 habitants pour une superficie de 540 km2, dont seulement 119 km2 de terres. Elle est menacée de nouveau le 23 septembre 2005 par l'ouragan Rita. En 2008, l’ouragan Ike frappe durement la ville.

## Histoire

### Fondation de Galveston

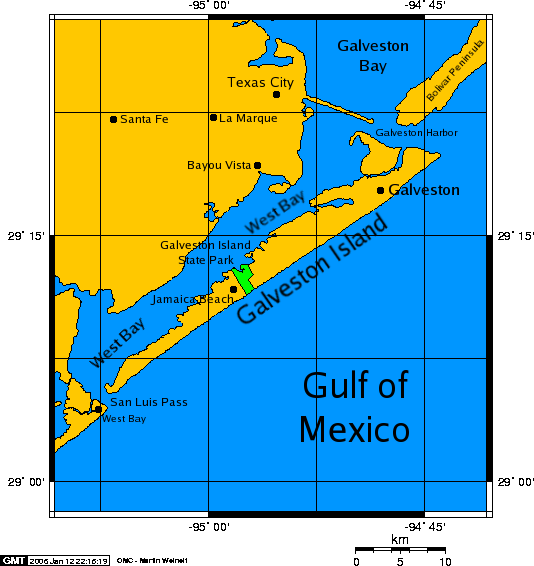
Carte de l'île de Galveston.

L'île de Galveston est peuplée par les tribus Karankawa et Akokisa avant l’arrivée des premiers Européens. L’explorateur espagnol Cabeza de Vaca fait naufrage sur l’île en 1528 et commence ici son périple vers Mexico. À la fin des années 1600, l'explorateur français René-Robert Cavelier de La Salle revendique ces terres au nom de Louis XIV et fonde le fort Saint-Louis[réf. nécessaire].
L’île est baptisée en l’honneur du malaguène Bernardo de Gálvez en 1785 par l'explorateur espagnol Jose de Evia qui dessine la carte des côtes du golfe du Mexique. La première colonie permanente est installée sur l'île par le corsaire français Louis-Michel Aury comme base opérationnelle au soutien de la rébellion contre l'Espagne au Mexique.

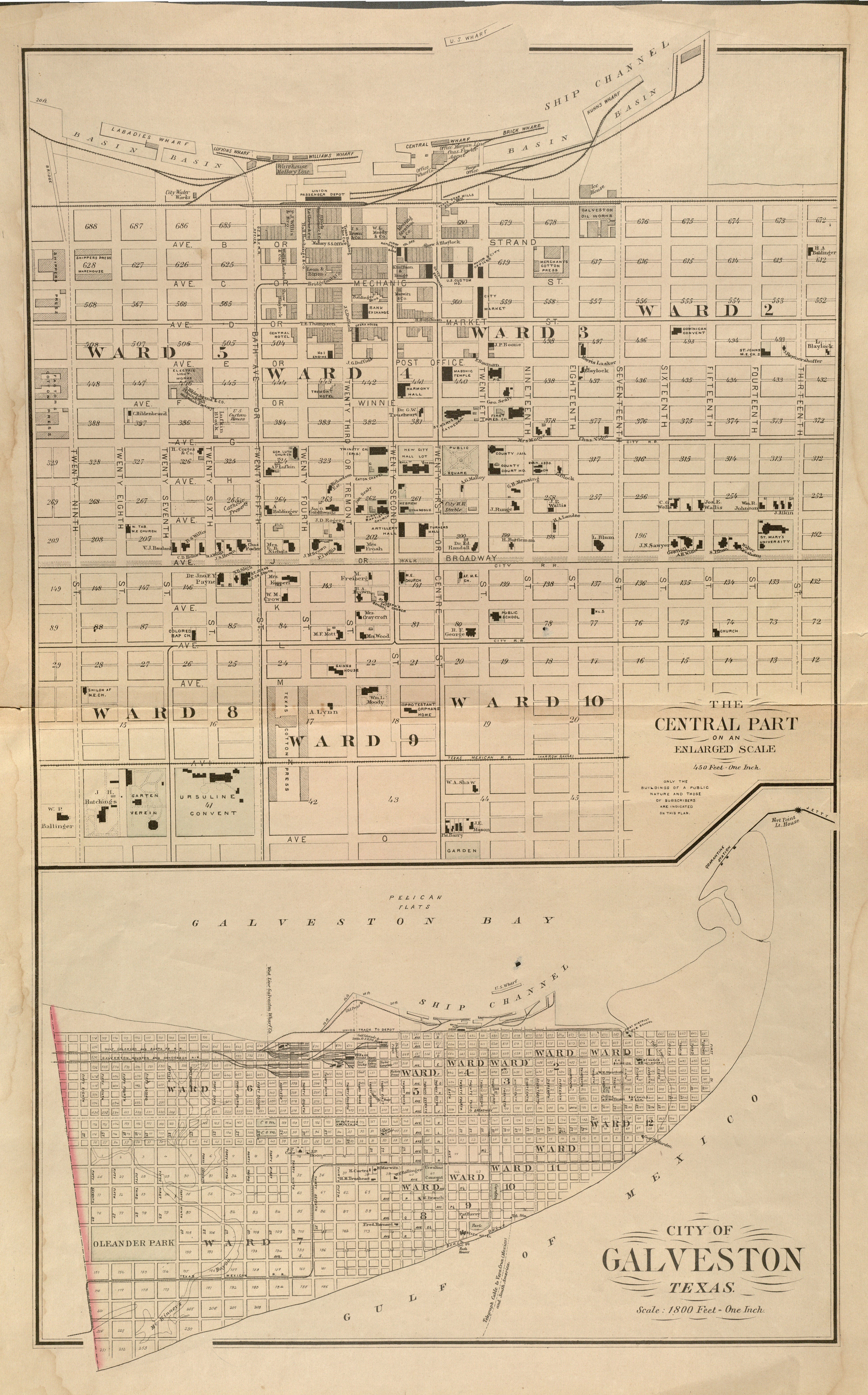
Carte de Galveston, circa 1884.

En 1817, Louis-Michel Aury, revenant d'un raid infructueux contre l'Espagne, trouve l'île occupée par Jean Lafitte, pirate mais aussi héros de la guerre de 1812. Lafitte avait organisé Galveston en royaume pirate nommé « Campêche » qu'il gouvernait. Lafitte reste sur l'île jusqu'en 1821. Il en est chassé par la marine américaine désirant faire cesser la piraterie et la traite négrière, bien que Lafitte n'ait jamais attaqué un navire américain[réf. nécessaire]. Lafitte brûle son campement et disparaît à la faveur de la nuit.
Après la guerre d'indépendance du Mexique, ce pays fait de Galveston l'un de ses ports et y construit une douane en 1830. Pendant la révolution texane (1835-1836), Galveston est le port de la marine du Texas.
En 1836, Michel B. Menard, un Canadien, avec quelques associés, y achète 18,64 km2 de terres qui deviendront la cité actuelle de Galveston. En octobre 1837, le Racer's storm détruit la totalité des maisons de l'île, à l'exception de deux, mais cela ne décourage pas Menard et ses associés qui commencèrent à vendre des lots le 20 avril 1838. En 1839, la cité de Galveston est incorporée à la république du Texas.

### Croissance de Galveston, capitale texane du coton

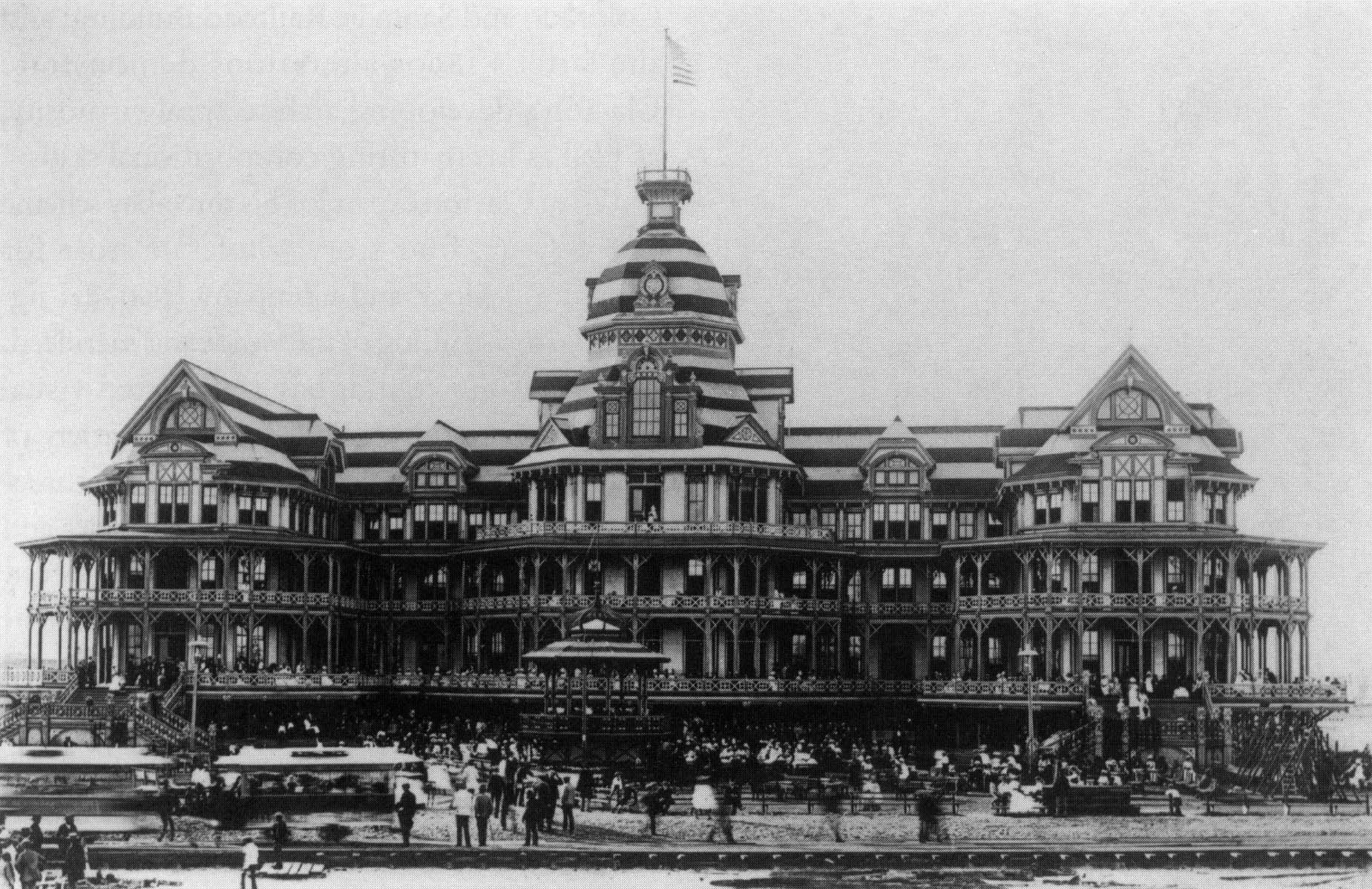
Le Beach Hotel construit en 1882-1883 et détruit par le feu en 1898.

À la fin du XIXe siècle, la ville de Galveston devient une métropole, sa population atteint 42 000 habitants, plus que celle de Houston en 1900. Sa situation, dans le port naturel de la baie de Galveston sur le golfe du Mexique, en fait le centre du commerce du Texas et son plus grand port cotonnier. À cette époque, son quartier du Strand est surnommé le « Wall Street du Sud ».
En 1860, les deux tiers du coton texan, cultivé essentiellement dans la partie orientale de l'État, sont expédiés par le port de Galveston, qui exporte pour un total de 11 millions de dollars. Cette même année commence la concurrence du port voisin de Houston. L'île compte 1 520 esclaves en 1850.
Entre 1838 et 1842 18 journaux coexistent sur l'île. Le Galveston County Daily News est le seul encore en activité actuellement. Un viaduc reliant l'île au continent est achevé en 1860.
Pendant cette période, Galveston est dotée de nombreuses innovations inédites au Texas : un office de poste (1836), une base navale (1836), une presse à coton (1842), une compagnie d'assurance (1854), de réverbères à gaz (1856), un opéra (1870), un orphelinat (1876), le téléphone (1878), l'éclairage électrique (1883), des écoles d'infirmières (1890) et de médecine (1891).
À la suite de la défaite de l'armée confédérée deux mois plus tôt, Galveston est la dernière ville des États-Unis à abolir l'esclavage, le 19 juin 1865. Cette date est d'abord un jour férié au Texas avant qu'il ne devienne fédéral en juin 2021.

### L’ouragan de 1900

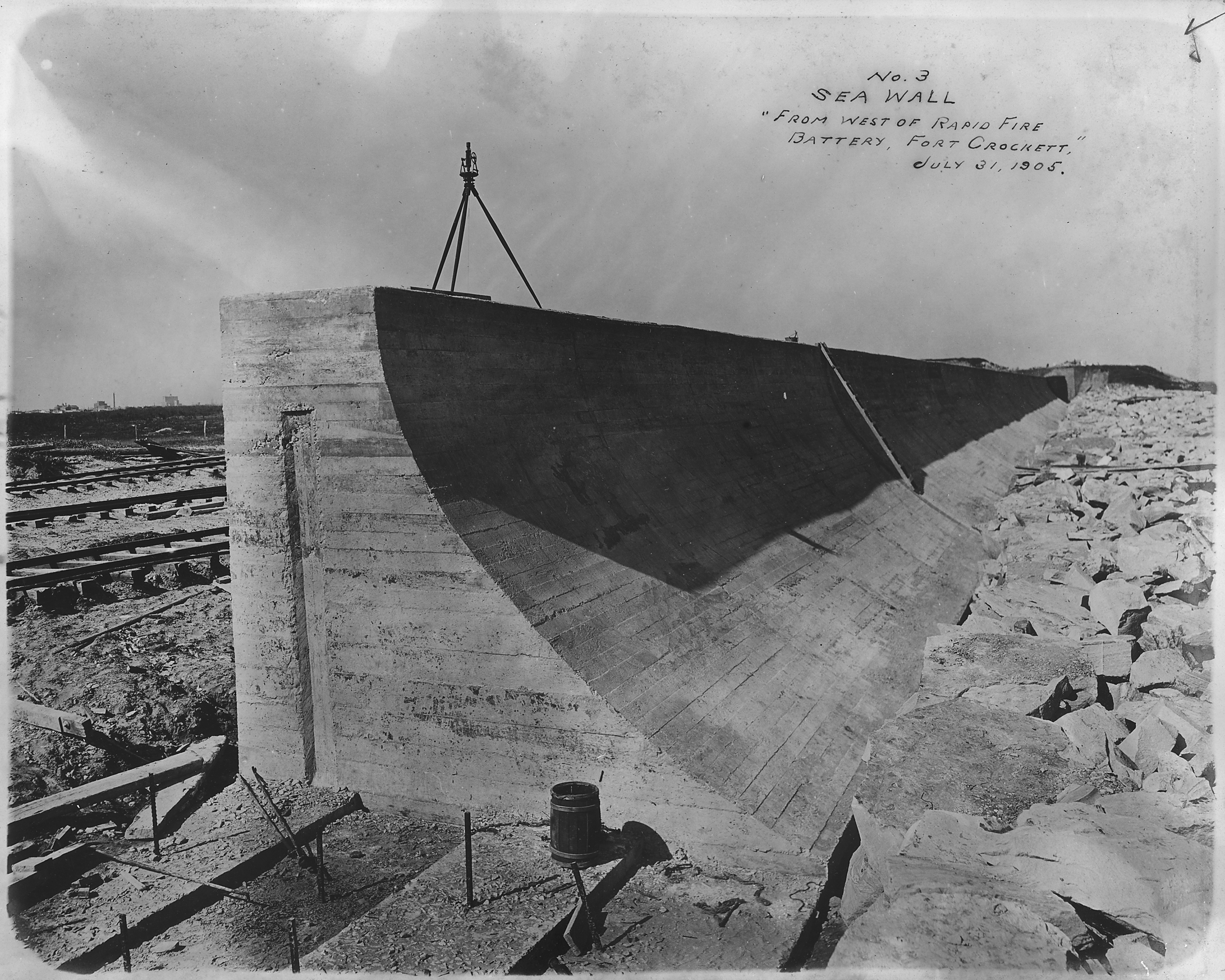
Le Seawall pendant son édification en juillet 1905.

Le 8 septembre 1900, un ouragan frappe la ville de Galveston. Ses vents atteignent une vitesse estimée à 215 km/h. Sur l'échelle de Saffir-Simpson, ce cyclone est classé dans la catégorie 4. Il détruit la quasi-totalité des maisons et tue plus de 8 000 personnes. C'est, à ce jour[Quand ?], la plus grande catastrophe naturelle ayant frappé les États-Unis.
Après la catastrophe, les survivants prennent conscience des erreurs commises. Le sable des dunes du bord de mer avait en effet été utilisé pour combler certains creux ou marais sur l'île afin de pouvoir y construire laissant la ville sans barrière naturelle susceptible d'arrêter les flots poussés par l'ouragan. Les habitants demandent donc à Henry Robert, un ingénieur de l'armée à la retraite, de concevoir un ouvrage longitudinal en béton, ou digue, de plus de 11 km de long pour une hauteur de 5 m et une épaisseur de 6 m à sa base. La digue est achevée en 1905 et se nomme simplement le Seawall. Robert réussit même à surélever la cité en injectant du sable sous les bâtiments encore debout. En 1915, le Seawall démontre son efficacité face à un ouragan qui fait 275 victimes. En 1913, encore fortement marqué par l'ouragan de 1900 auquel, âgé de six ans, il avait survécu, le futur réalisateur majeur de l'âge d'or du cinéma américain King Vidor, tourne son premier film, un court métrage dramatique intitulé Ouragan sur Galveston consacré à cet événement.

## Galveston aujourd'hui
Après l’ouragan, la croissance économique de Galveston marque le pas et c’est Houston qui se développe comme métropole économique de la région. Galveston devient une ville touristique où les habitants de Houston et d’ailleurs construisent des résidences secondaires. La ville demeure un port important aussi bien pour les bateaux de croisière que comme chantier naval pour la réparation des cargos et des plateformes pétrolières off-shore du golfe du Mexique.
Les plages et le centre historique de Galveston, avec quelques maisons victoriennes qui ont résisté à l’ouragan, parmi lesquelles Menard House (1838), Williams House (1839), Ashton Villa (1859) et Moody Mansion (1895), constituent les attraits touristiques majeurs de la cité. 
Galveston est le berceau de la University of Texas Medical Branch (UTMB), la faculté de médecine de l’université du Texas, qui est actuellement le plus gros employeur du comté de Galveston avec 15 000 collaborateurs. L’hôpital universitaire s’étend aujourd’hui sur 340 000 m2.
Les sièges de l’American National Insurance Company (en), une des plus importantes compagnies d’assurances du pays, et Moody National Bank (en) sont aussi à Galveston.
Le concours de beauté The International Pageant of Pulchritude se tient à Galveston de 1926 à 1931.

### Ouragan Ike

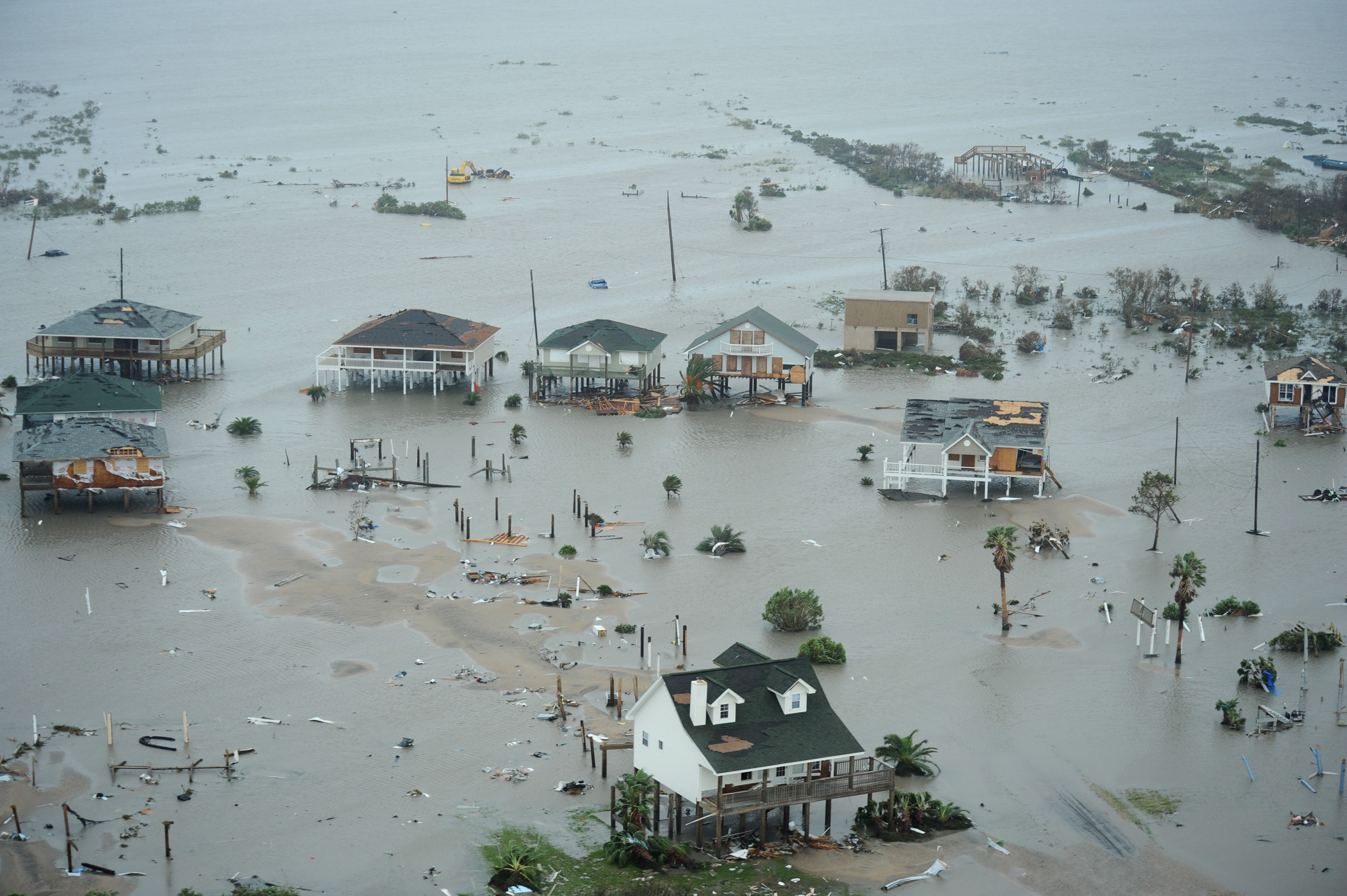
Dégâts causés par Ike.

Le 13 septembre 2008, l’ouragan Ike, classé en catégorie 2 sur l’échelle de Saffir-Simpson, avec des vents de 177 km/h, frappe directement Galveston. Les dommages sont estimés entre 6 et 18 milliards $US. L’onde de tempête inonde l’île 12 heures avant l’arrivée du centre du système, malgré le mur de protection le long de la côte du golfe du Mexique. Seuls 60 % des habitants suivent l’ordre d’évacuation obligatoire. Les autres estiment que le mur les protégera, leurs maisons étant de surcroît sur pilotis. Les garde-côtes de l’US Coast Guard doivent en secourir un grand nombre. L’ouragan coupe l’approvisionnement en eau, gaz, électricité et moyens de communication. Le bilan final fait état d’une soixantaine de morts.

## Personnalités liées à la ville
- Jonathan Pollard, espion ;
- Barry White, chanteur ;
- Sheldon Cooper, personnage fictif de la série The Big Bang Theory, est originaire de Galveston ;
- Jack Johnson (1878-1946), boxeur et premier noir champion du monde poids lourds entre 1908 et 1915.
- Tina knowles  créatrice de mode américaine connue pour sa société et maison de couture House of Deréon Elle est également connue pour être la mère des chanteuses Beyoncé et Solange Knowles

## Jumelages
- Armavir (Arménie)
- Thiruvananthapuram (Inde)
- Veracruz (Mexique)
- Stavanger (Norvège)
- Niigata (Japon)
- Malaga (Espagne)
- Danshui (Taïwan)

## Archevêché
- Archidiocèse de Galveston-Houston
- Liste des évêques et archevêques de Galveston-Houston

## Source
- (en) Cet article est partiellement ou en totalité issu de l’article de Wikipédia en anglais intitulé « Galveston, Texas » (voir la liste des auteurs).